# Chõng tre
Chõng tre (hay Chõng) là một đồ dùng quan trọng trong nhà của người dân vùng nông thôn Việt Nam xưa. Chõng có cấu tạo giống như giường, được sử dụng để ngồi nghỉ ngơi, tiếp khách, dùng bữa hoặc nằm nghỉ ngơi.

## Cấu tạo
Chõng được làm bằng tre và mây, có cấu tạo như một chiếc gường. Khung chõng được làm bằng 4 khúc tre gắn kết lại với nhau bằng các mộng (lỗ) tạo thành hình chữ nhật với chiều rộng khoảng 0,8-1,2m, chiều dài khoảng 1,4 – 1,8m; dọc theo chiều dài bên trong khung chõng được gắn các thanh tre vừa để tăng độ cứng cáp của khung chõng, vừa để đỡ vạc chõng. Chân chõng được làm bằng 4 khúc tre, có độ dài khoảng 0,6 m; đầu trên chân chõng được tạo mộng để đính khung chõng. Vạc chõng làm bằng thanh tre cật, bện liên kết lại bằng các sợi mây, được đặt lên trên mặt chõng.

## Vai trò
Chõng tre chếm một vị trí quan trong đối với đời sống sinh hoạt các gia đình nông thôn xưa. Chõng thường được đặt ở hiên trước nhà, nhà bếp, vườn cây; theo ra chợ, ra đồng, thậm chí vào các trường thi xưa; được dùng chủ yếu để ngồi (ngồi nghỉ ngơi, tiếp khách, dạy học, học bài, làm việc, thậm chí để làm bài thi cho các sĩ tử). Ngoài ra, chõng cũng được dùng phổ biến để bày bán hàng tại các chợ quê.
Trong văn học, hình ảnh chõng tre gắn với nhiều tác phẩm như: Lều chõng của nhà văn Ngô Tất Tố, Đi thi của Trần Tế Xương...

## Ngày nay
Ngày nay, mặc dù xã hội đã phát triển với nhiều vật dụng mới được ra đời thay thế cho chõng, tuy nhiên, chõng tre vẫn được sử dụng ở các gia đình, trong các nhà hàng; thậm chí còn tồn tại nhiều làng nghề làm chõng tre, hình thành nhiều cơ sở sản xuất, kinh doanh và xuất khẩu chõng tre.

## Bài liên quan
- Lều chõng
- Lều chõng (phim)
- Giường